# Молтаево
Молтаево — посёлок в Свердловской области России, входящий в муниципальное образование Алапаевское. Управляется Деевским территориальным управлением.

## География
Посёлок располагается рядом с одноимённым озером.

## Часовой пояс
Молтаево, как и вся Свердловская область, находится в часовой зоне МСК+2. Смещение применяемого времени относительно UTC составляет +5:00.

## Население
| 2002 | 2010 |
| ---- | ---- |
| 33   | ↗38  |

## Инфраструктура
Личное подсобное хозяйство с зоной сельскохозяйственного использования, индивидуальная застройка усадебного типа.

## Транспорт
Молтаево доступно по региональной автодороге 65К-3504170